# Petrel Island (Südgeorgien)
Petrel Island ist eine Insel in der Bay of Isles an der Nordküste Südgeorgiens. Sie liegt 1,2 km südwestlich von Prion Island.
Der US-amerikanische Ornithologe Robert Cushman Murphy kartierte sie bei seiner Reise mit der Brigg Daisy (1912–1913). Wissenschaftler der britischen Discovery Investigations nahmen von 1929 bis 1930 eine geodätische Vermessung der Insel vor und benannten sie nach den Sturmvögeln (englisch petrel), zu deren Brutgebiet die Insel gehört.